# Pháp lệnh thực hiện dân chủ ở xã, phường, thị trấn (Việt Nam)
Pháp lệnh thực hiện dân chủ ở xã, phường, thị trấn là một văn bản pháp luật được Ủy ban thường vụ Quốc hội Việt Nam khoá XI đã thông qua vào ngày 20 tháng 4 năm 2007 (Pháp lệnh số 34/2007/PL-UBTVQH11) và có hiệu lực thi hành từ ngày 1 tháng 7 năm 2007, và được Chủ tịch nước Việt Nam ra lệnh công bố trên toàn quốc. Đây là văn bản quy định về thực hiện dân chủ ở xã, phường, thị trấn và là văn bản pháp lý quan trọng nhằm phát huy quyền dân chủ của nhân dân ở xã, phường, thị trấn. Tính đến nay Pháp lệnh là văn bản pháp lý có hiệu lực cao nhất (không kể Hiến pháp Việt Nam) quy định về vấn đề dân chủ ở cấp xã.

## Quá trình xây dựng
Năm 1998, Bộ Chính trị Đảng Cộng sản Việt Nam đã từng đặt ra vấn đề dân chủ tại xã trong đó có nêu việc "phải phát huy quyền làm chủ của nhân dân, thu hút nhân dân tham gia quản lý Nhà nước... để khắc phục tình trạng suy thoái, quan liêu, mất dân chủ và nạn tham nhũng". Và có đề cập đến "khâu quan trọng và cấp bách trước mắt" là "phát huy quyền làm chủ của nhân dân ở cơ sở".
Sau khi có chỉ đạo của Bộ Chính trị, Chính phủ Việt Nam đã ban hành các Nghị định số 29/1998/NĐ-CP ngày 11 tháng 5 năm 1998 (sau được sửa đổi bằng Nghị định số 79/2003/NĐ-CP ngày 07 tháng 7 năm 2003) kèm theo Quy chế thực hiện dân chủ ở xã, phường, thị trấn quy định các nội dung, phương thức và trách nhiệm của chính quyền cấp xã trong việc thực hiện quyền dân chủ của nhân dân. Đây được coi là những văn bản pháp lý quan trọng, thể chế hoá phương châm dân biết, dân bàn, dân làm, dân kiểm tra của Đảng Cộng sản.
Đến văn kiện đại hội đại biểu Đảng toàn quốc lần thứ X đã lặp lại chủ trương "Xây dựng một xã hội dân chủ, trong đó cán bộ, đảng viên và công chức phải thật sự là công bộc của nhân dân. Xác định các hình thức tổ chức và có cơ chế để nhân dân thực hiện quyền dân chủ trên các lĩnh vực kinh tế, chính trị, văn hoá, xã hội. Đề cao trách nhiệm của các tổ chức Đảng, Nhà nước đối với nhân dân" và có nhấn mạnh "Phát huy dân chủ là vấn đề có ý nghĩa chiến lược đối với tiến trình phát triển nước ta".
Chiều ngày 29 tháng 1 năm 2007, tại ngày làm việc thứ ba của phiên họp thứ 46 của Ủy ban Thường vụ Quốc hội, các thành viên của Ủy ban Thường vụ Quốc hội đã thảo luận về dự án Pháp lệnh thực hiện dân chủ ở xã, phường, thị trấn. Mục đích là để người dân được bàn và quyết định những nội dung liên quan trực tiếp đến quyền và lợi ích của nhân dân tại cấp xã, cộng đồng dân cư thôn và tổ dân phố và đã thảo luận sôi nổi về chủ đề này nhưng thống nhất chung là phải chỉnh sửa văn bản cũ.
Trên cơ sở sao chép lại những nội dung Quy chế thực hiện dân chủ ở xã năm 2003 của Chính phủ đồng thời để nâng cao tính pháp lý của vấn đề, ngày 20 tháng 4 năm 2007, Ủy ban thường vụ Quốc hội Việt Nam khoá XI đã thông qua Pháp lệnh thực hiện dân chủ ở xã, phường, thị trấn.

## Bố cục
Pháp lệnh thực hiện dân chủ ở xã, phường, thị trấn gồm 6 chương, 28 điều. Cụ thể là:
- Chương I: Những quy định chung. Gồm 4 điều (từ Điều 1 đến Điều 4) quy định phạm vi điều chỉnh, nguyên tắc thực hiện dân chủ ở xã, phường, thị trấn (cấp xã), trách nhiệm tổ chức thực hiện dân chủ ở cấp xã, các hành vi bị nghiêm cấm....[4]
- Chương II: Nội dung công khai để nhân dân biết. Gồm những nội dung công khai để nhân dân biết, chương này có 5 điều (từ Điều 5 đến Điều 9) quy định những nội dung công khai, hình thức công khai, trách nhiệm thực hiện...[4]
- Chương III: Những nội dung nhân dân bàn và quyết định. Quy định về những nội dung nhân dân bàn và quyết định và được chia thành 3 mục, gồm 9 điều (từ Điều 10 đến Điều 18) quy định những nội dung nhân dân bàn và quyết định trực tiếp, hình thức nhân dân bàn và quyết định trực tiếp, giá trị thi hành, những nội dung nhân dân bàn, biểu quyết, hình thức bàn, biểu quyết...[4]
- Chương IV: Những nội dung nhân dân có ý kiến trước khi cơ quan có thẩm quyền quyết định. Những nội dung nhân dân tham gia ý kiến trước khi cơ quan có thẩm quyền quyết định, gồm 4 điều (từ Điều 19 đến Điều 22)
- Chương V: Những nội dung nhân dân giám sát: Gồm 4 điều (từ Điều 23 đến Điều 26) quy định những nội dung nhân dân giám sát, hình thức để thực hiện việc giám sát của nhân dân...[4]
- Chương VI: Điều khoản thi hành. Gồm 2 điều (Điều 27 và Điều 28) quy định hiệu lực thi hành và hướng dẫn thi hành Pháp lệnh.

## Một số nội dung cơ bản
Phạm vi điều chỉnh quy định trong Pháp lệnh chủ yếu điều chỉnh mối quan hệ giữa chính quyền cấp xã và nhân dân ở xã, phường, thị trấn trong việc thực hiện các quyền dân chủ của nhân dân. Cụ thể là Pháp lệnh này quy định những nội dung chính quyền cấp xã phải công khai để nhân dân biết những nội dung nhân dân bàn và quyết định, những nội dung nhân dân tham gia ý kiến trước khi cơ quan có thẩm quyền quyết định, những nội dung nhân dân giám sát; trách nhiệm của chính quyền, cán bộ, công chức xã, phường, thị trấn, của cán bộ thôn, tổ dân phố, của cơ quan, tổ chức, cá nhân có liên quan và của nhân dân trong việc thực hiện dân chủ ở cấp xã.

### Nguyên tắc và cấm đoán
Pháp lệnh này đã quy định cụ thể các nguyên tắc thực hiện dân chủ ở cấp xã. Các nguyên tắc này cũng chính là các tư tưởng chỉ đạo (của Đảng Cộng sản) xuyên suốt trong toàn bộ nội dung Pháp lệnh, bao gồm các nguyên tắc:
- Bảo đảm trật tự, kỷ cương, trong khuôn khổ Hiến pháp và pháp luật
- Bảo đảm quyền của nhân dân được biết, tham gia ý kiến, quyết định, thực hiện và giám sát việc thực hiện dân chủ ở cấp xã
- Bảo vệ lợi ích của Nhà nước, quyền và lợi ích hợp pháp của tổ chức, cá nhân
- Công khai, minh bạch trong quá trình thực hiện dân chủ ở cấp xã
- Và cuối cùng là bảo đảm sự lãnh đạo của Đảng Cộng sản Việt Nam, sự quản lý của Nhà nước cộng sản.

Pháp lệnh này đã quy định rõ các hành vi bị nghiêm cấm trong quá trình thực hiện dân chủ ở xã, phường, thị trấn như:
- Không thực hiện hoặc làm trái các quy định của Pháp lệnh về thực hiện dân chủ
- Trù dập người khiếu nại, tố cáo
- Lợi dụng dân chủ để xâm phạm an ninh quốc gia, trật tự an toàn xã hội, xâm phạm lợi ích của nhà nước cộng sản, quyền và lợi ích hợp pháp của tổ chức, cá nhân.

### Những nội dung công khai
Pháp lệnh quy định 11 nội dung chính quyền cấp xã phải công khai cho nhân dân trong xã biết, đây là những nội dung liên quan trực tiếp đến người dân, gắn liền với quyền và lợi ích của nhân dân, được nhân dân quan tâm, bao gồm những nhóm nội dung chính sau:
- Kế hoạch phát triển kinh tế - xã hội, dự toán, quyết toán ngân sách hằng năm của cấp xã
- Các dự án, công trình đầu tư, phương án đền bù, hỗ trợ giải phóng mặt bằng, tái định cư liên quan
- Quy hoạch, kế hoạch sử dụng đất chi tiết khu dân cư trên địa bàn
- Việc quản lý và sử dụng các loại quỹ, khoản đầu tư, tài trợ và các khoản huy động nhân dân đóng góp.
- Kết quả thanh tra, kiểm tra, giải quyết các vụ việc tiêu cực, tham nhũng của cán bộ, công chức cấp xã, của cán bộ thôn, tổ dân phố, kết quả lấy phiếu tín nhiệm Chủ tịch và Phó Chủ tịch Hội đồng nhân dân, Chủ tịch và Phó Chủ tịch Ủy ban nhân dân cấp xã;
- Đối tượng, mức thu các loại phí, lệ phí và nghĩa vụ tài chính khác do chính quyền cấp xã trực tiếp thu
- Và các nội dung dài dòng khác.

### Hình thức công khai
Pháp lệnh quy định các hình thức công khai gồm: Niêm yết công khai tại trụ sở hành chính cấp xã (Hội đồng nhân dân và Ủy ban nhân dân xã), trên hệ thống truyền thanh của cấp xã và công khai thông qua Trưởng thôn, Tổ trưởng tổ dân phố để thông báo đến hộ dân.
Ngoài ra, nhằm tạo ra nhiều kênh thông tin để nhân dân nắm bắt rõ hơn việc công khai, Pháp lệnh còn quy định chính quyền cấp xã có thể áp dụng đồng thời nhiều hình thức công khai cho cùng một nội dung.
Đối với những nội dung được nhân dân quan tâm nhất, liên quan trực tiếp nhất đến quyền lợi của nhân dân thì Pháp lệnh còn quy định bắt buộc phải được công khai bằng hình thức niêm yết tại trụ sở hành chính cấp cấp xã trong thời gian chậm nhất là hai ngày

### Những việc dân bàn và quyết
Pháp lệnh này phân định hai nội dung, đó là những nội dung công việc mà nhân dân bàn và quyết định trực tiếp và những nội dung công việc nhân dân sau khi bàn, biểu quyết đa số, phải được cấp có thẩm quyền công nhận mới có giá trị thi hành.
Những nội dung nhân dân bàn và quyết định trực tiếp bao gồm: Chủ trương và mức đóng góp xây dựng cơ sở hạ tầng (điện đường, trường trạm), các công trình phúc lợi công cộng trong phạm vi cấp xã, thôn, tổ dân phố (công viên xã, khuôn viên xã... nhà trẻ, nhà vệ sinh, cầu, đường nội bộ...) mà những công trình này do nhân dân đóng góp toàn bộ hoặc một phần kinh phí.
Những nội dung, hình thức nhân dân bàn, biểu quyết để cấp có thẩm quyền quyết định, bao gồm: Hương ước, quy ước của thôn, tổ dân phố, việc bầu, miễn nhiệm, bãi nhiệm Trưởng thôn, Tổ trưởng tổ dân phố, hòa giải viên, tổ trưởng tổ hòa giải, bầu, bãi nhiệm thành viên Ban thanh tra nhân dân, Ban giám sát đầu tư của cộng đồng.
Hình thức để nhân dân bàn và quyết định trực tiếp hoặc biểu quyết, gồm: Tổ chức cuộc họp cử tri hoặc cử tri đại diện hộ gia đình theo địa bàn từng thôn, tổ dân phố hoặc phát phiếu lấy ý kiến tới cử tri hoặc cử tri đại diện hộ gia đình.

### Những việc dân có ý kiến
Pháp lệnh quy định 5 nội dung phải đưa ra lấy ý kiến nhân dân trước khi chính quyền cấp xã hoặc cơ quan có thẩm quyền quyết định, bao gồm:
- Dự thảo kế hoạch phát triển kinh tế - xã hội của cấp xã, phương án chuyển đổi cơ cấu kinh tế, cơ cấu sản xuất; đề án định canh, định cư, vùng kinh tế mới và phương án phát triển ngành nghề của cấp xã
- Dự thảo quy hoạch, kế hoạch sử dụng đất chi tiết và phương án điều chỉnh, việc quản lý, sử dụng quỹ đất của cấp xã
- Dự thảo kế hoạch triển khai các chương trình, dự án trên địa bàn cấp xã, chủ trương, phương án đền bù, hỗ trợ giải phóng mặt bằng, xây dựng cơ sở hạ tầng, tái định cư, phương án quy hoạch khu dân cư.
- Dự thảo đề án thành lập mới, nhập, chia đơn vị hành chính, điều chỉnh địa giới hành chính liên quan trực tiếp đến cấp xã....

Hình thức để nhân dân tham gia ý kiến bao gồm, họp cử tri hoặc cử tri đại diện hộ gia đình theo địa bàn từng thôn, tổ dân phố và Phát phiếu lấy ý kiến cử tri hoặc cử tri đại diện hộ gia đình hoặc có thể thông qua hòm thư góp ý.

### Những việc dân giám sát
Theo Pháp lệnh thì nhân dân được quyền giám sát tất cả những nội dung phải công khai để nhân dân biết, những nội dung nhân dân bàn và quyết định, những nội dung cơ quan có thẩm quyền phải đưa ra lấy ý kiến nhân dân quy định trong Pháp lệnh.
Việc giám sát có thể thực hiện bằng 2 hình thức là gián tiếp và trực tiếp. Hình thức gián tiếp là thông qua hoạt động của Ban thanh tra nhân dân, Ban giám sát đầu tư của cộng đồng. Hình thức giám sát trực tiếp là thông qua quyền khiếu nại, tố cáo, kiến nghị với cơ quan, tổ chức có thẩm quyền hoặc kiến nghị thông qua Mặt trận Tổ quốc cấp xã, Ban thanh tra nhân dân, Ban giám sát đầu tư của cộng đồng.
Khi nhân dân thực hiện quyền giám sát thì Nhà nước phải có nhiệm vụ:
- Cung cấp đầy đủ, kịp thời các thông tin, tài liệu cần thiết cho Ban thanh tra nhân dân, Ban giám sát đầu tư của cộng đồng
- Xem xét, giải quyết và trả lời kịp thời các khiếu nại, tố cáo, kiến nghị của công dân, kiến nghị của Ban thanh tra nhân dân, Ban giám sát đầu tư của cộng đồng, của Mặt trận tổ quốc xã hoặc tâu lại với cơ quan có thẩm quyền về những vấn đề không thuộc thẩm quyền giải quyết của mình.

### Bỏ phiếu tín nhiệm
Theo Pháp lệnh thì dân được quyền bỏ phiếu tín nhiệm Chủ tịch, Phó Chủ tịch Hội đồng nhân dân và Chủ tịch, Phó Chủ tịch Ủy ban nhân dân cấp xã.
Pháp lệnh quy định hai năm một lần trong mỗi nhiệm kỳ của Hội đồng nhân dân cấp xã, Ban Thường trực Ủy ban Mặt trận Tổ quốc Việt Nam cùng cấp tổ chức lấy phiếu tín nhiệm đối với Chủ tịch, Phó Chủ tịch Hội đồng nhân dân và Chủ tịch, Phó Chủ tịch Ủy ban nhân dân cấp xã phải trải qua đợt lấy ý kiến tín nhiệm của nhân dân trong vùng.
Thành phần tham gia lấy phiếu tín nhiệm gồm các thành viên Mặt trận xã, Trưởng ban thanh tra nhân dân, Trưởng ban giám sát đầu tư của cộng đồng (nếu có), Bí thư chi bộ Đảng Cộng sản Việt Nam cấp xã, Trưởng thôn (hoặc trưởng khu phố, Trưởng ban điều hành khu phố), Tổ trưởng tổ dân phố (trưởng ban điều hành tổ dân phố, Trưởng ban công tác mặt trận thôn, tổ dân phố.
Sau khi tổ chức lấy phiếu tín nhiệm, Ban thường trực Mặt trận xã sẽ gửi kết quả lấy phiếu tín nhiệm và kiến nghị của mình tới Hội đồng nhân dân cùng cấp và các cơ quan, tổ chức có trách nhiệm.

## Đánh giá
Nhiều địa phương đã triển khai Pháp lệnh này như Đồng Nai, Quảng Nam Hòa Bình Hải PhòngThái Bình.... Có địa phương ca ngợi rằng, Pháp lệnh này là một khâu quan trọng và cấp thiết của quá trình hoàn thiện dân chủ Xã hội chủ nghĩa ở Việt Nam. Một số địa phương đã báo lại về thực hiện pháp lệnh này và có đánh giá là đã mang lại những kết quả đáng ghi nhận, góp phần phát huy nội lực động viên sự đóng góp của nhân dân trong phát triển kinh tế - xã hội, giữ vững an ninh, quốc phòng và đã hạn chế được những thắc mắc, khiếu kiện và điều quan trọng hơn cả là đã tạo nền tảng, động lực cho quá trình phát triển kinh tế - xã hội ở mỗi địa phương, đơn vị. có nơi đánh giá rằng việc thực hiện dân chủ ở xã, phường, thị trấn đã đạt được nhiều kết quả đáng ghi nhận, đã phát huy tinh thần dân chủ của cán bộ và nhân dân tham gia đóng góp ý kiến xây dựng hệ thống chính trị ở cơ sở ngày càng trong sạch, vững mạnh.
Một số khác đã đánh giá nội dung công khai vừa là nội dung quan trọng vừa là biện pháp hàng đầu trong quá trình thực hiện dân chủ. Giải mã tốt vấn đề công khai minh bạch thì mọi yêu cầu thực hiện dân chủ ở xã, phường, thị trấn sẽ được thực hiện trôi chảy, có hiệu quả.
Tuy vậy vẫn có đánh giá cho rằng Pháp lệnh vẫn chưa được thực hiện một cách hiệu quả, đặc biệt là các nội dung quan trọng. Theo đó, Pháp lệnh Thực hiện dân chủ ở xã, phường, thị trấn, quy định những thông tin liên quan đến thu chi ngân sách địa phương, quy hoạch, kế hoạch sử dụng đất,… là những nội dung nằm trong "quyền được biết" của người dân. Một số thiết chế cũng được lập ra để phát huy quyền làm chủ của nhân dân ở cơ sở như Ban thanh tra nhân dân, Ban giám sát đầu tư cộng đồng… Tuy nhiên, kết quả điều tra của chỉ số hiệu quả quản trị và hành chính công cấp tỉnh năm 2010 (PAPI) vừa được công bố cho thấy tỉ lệ người dân biết đến những thông tin này còn thấp. Qua điều tra hơn 5.500 người dân ở 30 tỉnh, thành có đến 68% người trả lời họ không biết về thu chi ngân sách của xã, phường mình. Về thông tin quy hoạch, kế hoạch sử dụng đất cũng có đến 72% người trả lời không biết. và quá trình thực hiện thời gian qua vẫn còn quá nhiều bất cập.